# Toni Rajala
Toni Rajala (ur. 29 marca 1991 w Parkano) – fiński hokeista, reprezentant Finlandii, olimpijczyk.

## Kariera klubowa
- Ilves U16 (2005-2007)
- Ilves U18 (2006-2007)
- Ilves U20 (2007-2009)
- Ilves (2008-2009)
  -  Suomi U20 (2009)
- Brandon Wheat Kings (2009-2010)
- Ilves (2010-2012)
  -  Suomi U20 (2010)
  -  LeKi (2011)
- Oklahoma City Barons (2012-2013)
  -  Stockton Thunder (2012-2013)
- HV71 (2013-2014)
- Jugra Chanty-Mansyjsk (2014)
- Färjestad BK (2014-2015)
- Luleå HF (2015-2016)
- EHC Biel (2016-)

Wychowanek klubu PK-83. Następnie rozwijał karierę w klubie Ilves, w barwach którego zadebiutował w seniorskiej lidze Liiga. W maju 2009 w KHL Junior Draft został wybrany przez rosyjski klub Łokomotiw Jarosław, a miesiąca później z numerem 14 do kanadyjskich rozgrywek CHL oraz w drafcie NHL z 2009 został wybrany przez Edmonton Oilers. W połowie 2009 tym czasie wyjechał do Kanady i przez rok grał w kanadyjskiej lidze juniorskiej WHL w drużynie Brandon Wheat Kings. Po roku wrócił do Finlandii i przez dwa lata grał w Ilves, do którego był wypożyczony z Edmonton. W 2012 wyjechał ponownie za Oceam i w sezonie 2012/2013 grał w zespołach farmerskich w amerykańskich ligach AHL i ECHL. W sierpniu 2013 jego kontrakt z Edmonton Oilers został rozwiązany za porozumieniem stron. W październiku 2013 został zawodnikiem szwedzkiego klubu HV71 i od sezonu 2013/2014 gra w lidze SHL. W maju 2014 prawa do niego nabył klub Jugra Chanty-Mansyjsk od Łokomotiwu, po czym Rajala został zawodnikiem Jugry i pozostawał nim do listopada 2014. Od listopada 2014 do kwietnia 2015 zawodnik Färjestad BK. Od maja 2015 zawodnik Luleå HF. Od czerwca 2016 zawodnik EHC Biel.

## Kariera reprezentacyjna
Został reprezentantem Finlandii. Grał kadrach juniorskich kraju na turniejach: mistrzostw świata do lat 17 w 2008, mistrzostw świata do lat 18 w 2008, 2009, 2010, mistrzostw do lat 20 edycji 2009, 2010, 2011. W barwach reprezentacji seniorskiej uczestniczył w turniejch mistrzostw świata edycji 2019, 2022, zimowych igrzysk olimpijskich 2022.

## Sukcesy

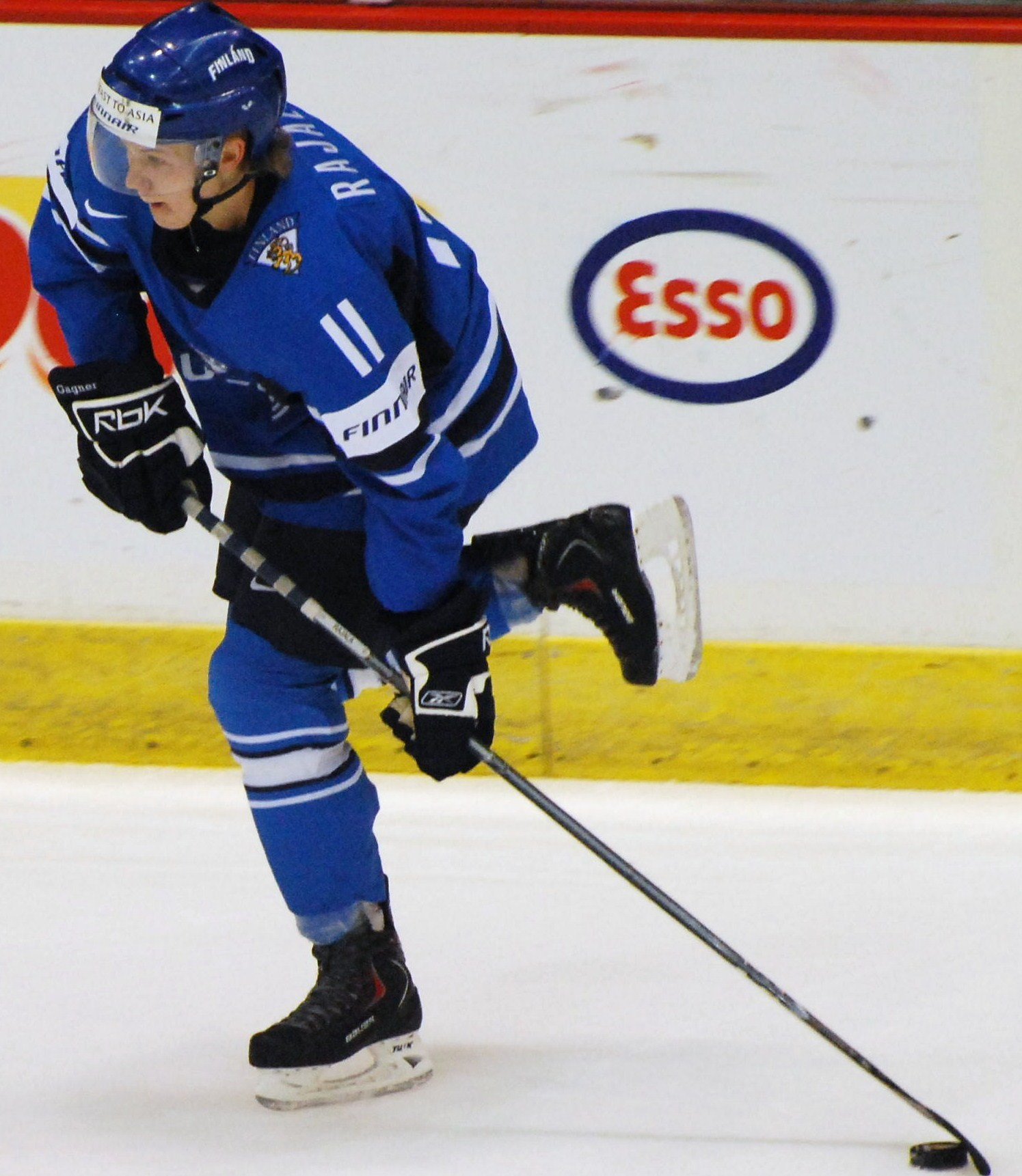
Toni Rajala w barwach Finlandii do lat 20 (2009)

Reprezentacyjne
- Brązowy medal mistrzostw świata juniorów do lat 18: 2009
- Złoty medal mistrzostw świata: 2019, 2022
- Złoty medal zimowych igrzysk olimpijskich: 2022

Klubowe
- Półfinał play-off AHL: 2013 z Oklahoma City Barons

Indywidualne
- Mistrzostwa świata do lat 17 w 2008:
  - Pierwsze miejsce w klasyfikacji strzelców turnieju: 6 goli
- Mistrzostwa świata do lat 18 w hokeju na lodzie mężczyzn 2009/Elita:
  - Pierwsze miejsce w klasyfikacji strzelców turnieju: 10 goli[13]
  - Drugie miejsce w klasyfikacji asystentów turnieju: 9 asyst[14]
  - Pierwsze miejsce w klasyfikacji kanadyjskiej turnieju: 19 punktów[15]
  - Pierwsze miejsce w klasyfikacji +/- turnieju: +10[16]
  - Jeden z trzech najlepszych zawodników reprezentacji[17]
  - Skład gwiazd turnieju[18]
  - Najlepszy napastnik turnieju[19]
- Memorial Cup 2010:
  - Czwarte miejsce w klasyfikacji asystentów turnieju: 5 asyst
  - Szóste miejsce w klasyfikacji kanadyjskiej turnieju: 7 punktów
  - George Parsons Trophy – najbardziej uczciwy zawodnik turnieju
- ECHL (2012/2013):
  - Najlepszy zawodnik tygodnia 12-18 listopada 2012
  - Mecz Gwiazd ECHL

Wyróżnienie
- Kalen Kannu (wyróżnienie, które corocznie przyznaje prezes Fińskiej Federacji Hokejowej Kalervo Kummola): 2009